# Mammillaria eriacantha
Mammillaria eriacantha är en kaktusväxtart som beskrevs av Heinrich Friedrich Link, Christoph Friedrich Otto och Louis Ludwig Karl Georg Pfeiffer. Mammillaria eriacantha ingår i släktet Mammillaria och familjen kaktusväxter. Inga underarter finns listade i Catalogue of Life.

## Bildgalleri

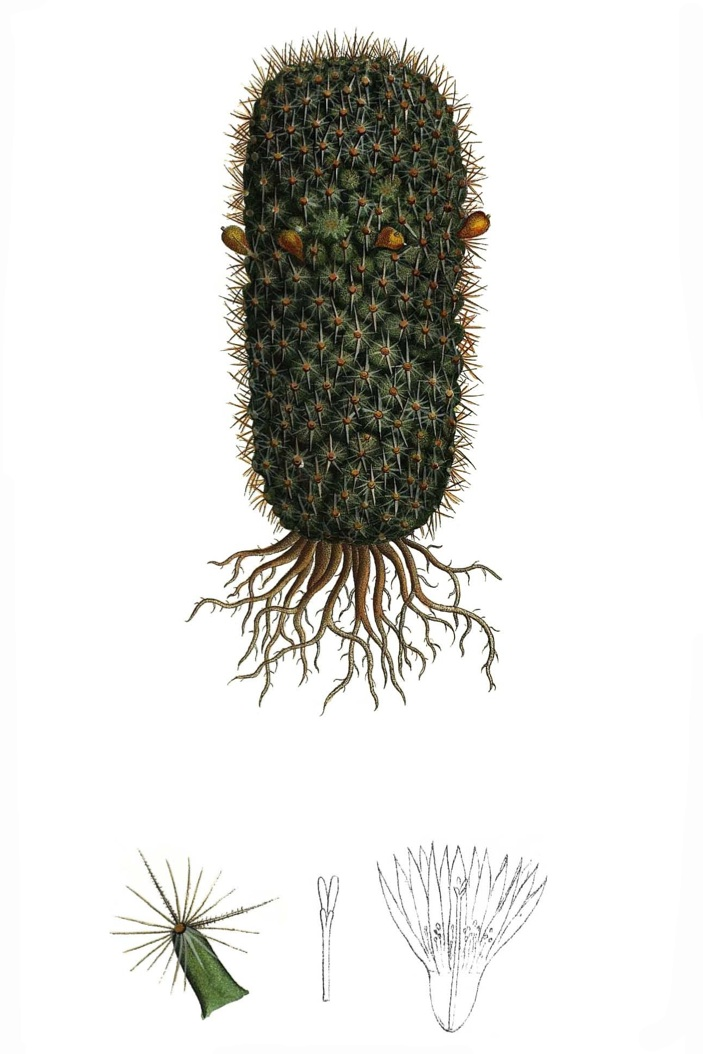